# Футбол в Дании
Футбол в Дании является самым популярным видом спорта. По состоянию на конец 2006 года в Дании зарегистрировано 296 818 игроков и 1 614 клубов.

## История
Датский футбольный союз был основан 18 мая 1889 года и стал первой федерацией футбола на европейском континенте..
Старейший континентальный футбольный клуб «Копенгаген» был основан 26 апреля 1876 года. К 1881 году «Копенгаген» открыл детскую секцию, а 16 декабря 1883 года организовал первый футбольный матч между двумя разными клубами.
Первый турнир, организованный Датским футбольным союзом, прошёл в 1889—90 годах. В нём участвовали 7 команд из Копенгагена. Первый чемпионат Дании состоялся в 1913 году. Уже на тот момент Сборная Дании по футболу дважды выиграла серебряные медали Летних Олимпийских игр в 1908 и в 1912 годах. В 1906 году на непризнанном МОК олимпийском турнире датчане заняли первое место.
В 1936 году был образован второй дивизион в датском футболе, а в 1945 — третий. На Олимпийских играх в 1948 году датчане выиграли бронзовые медали. 
В 1954 году первым президентом УЕФА стал датчанин Эббе Шварц. Он руководил футбольной ассоциацией 8 лет до 1962 года. В 1960 году датчане в третий раз завоевали серебряные медали Олимпийских игр.
Только в 1978 году датский футбол стал полупрофессиональным, а первый профессиональный клуб был основан в 1985 году. В 1992 году сборная Дании, неожиданно попав на Чемпионат Европы по футболу вместо отлучённой сборной Югославии, выиграла его.
В 1992 году была образована датская Суперлига. Чемпионат Дании по футболу проходит по системе «Осень-весна».
Величайшим игроком в истории датского футбола является Микаэль Лаудруп.

## Структура футбольного союза

Региональные ассоциации.

Датский футбольный союз разбит на 6 региональных ассоциаций.
- Футбольный союз Ютландии (дат. Jydsk Boldspil-Union) разбит на 4 региона: 
  - Region 1: Северная Ютландия.
  - Region 2: Виборг и Рингкёбинг-Скьерн.
  - Region 3: Орхус и Вайле.
  - Region 4: Рибе и Южная Ютландия.
- FBU: Футбольный союз Фюн.
- SBU: Западная Зеландия, Роскилле, Фредериксборг, Копенгаген, Зеландская часть Сторстрёма.
- KBU: Копенгаген и Фредериксберг.
- LFBU: Не Зеландская часть Сторстрёма.
- BBU: Борнхольм.

## Система футбольных лиг
Верхние четыре уровня футбольных лиг Дании регулируются Датским футбольным союзом. Три верхних уровня называются Чемпионатом Дании (дат. Danmarksturneringen) и являются профессиональными лигами.
До сезона 2004—2005 был только один второй дивизион.

### Низшие дивизионы
Низшие дивизионы контролируются 6 региональными ассоциациями. Количество низших серий варьируется от трёх в LFBU до 6 в JBU.
Следующая таблица показывает структуру JBU в сезоне 2005—06.

## Достижения в Европе

### Кубок европейских чемпионов
Достигли 1/4 финала Кубок европейских чемпионов:
- «Орхус» (1960/61)
- «Брондбю» (1986/87)

### Лига чемпионов
Достигли 1/8 финала Лиги чемпионов:
- «Копенгаген» (2010/11)
- «Копенгаген» (2023/2024)

### Кубок УЕФА
Достигли 1/2 финала Кубка УЕФА:
- «Брондбю» (1990/91)

### Кубок обладателей кубков
Достигли 1/4 финала Кубок обладателей кубков:
- «Б 1909» (1962/63)
- «Рандерс» (1968/69)
- «Вейле» (1977/78)
- «Орхус» (1988/89)